# Robin Morton
Robin Morton (Portadown, 24 december 1939 – Edinburgh, 1 oktober 2021) was een Noord-Iers folkmuzikant. Hij was samen met Cathal McConnell en Tommy Gunn in 1967 medeoprichter van de bekende traditionele folkgroep The Boys of the Lough. Hij was ook platenproducent en eigenaar van Midlothian, Scotland-based label, Temple Records. 
Robin werkte onder andere met Alan Reid, Dougie Pincock, Moray Munro, Brian McNeill, John McCusker, Alison Kinnaird en The Battlefield Band. Robin bleef tot 1979 bij the Boys of the Lough. Hij ging daarna als producent werken bij Topic Records. Hij was ook directeur van het Edinburgh Folk Festival van 1986 tot 1988.
Morton overleed op 81-jarige leeftijd.

## Discografie
- 1969 An Irish Jubilee met Cathal McConnell

Met The Boys of the Lough
- 1972 The Boys of the Lough
- 1973 Second Album
- 1975 Live at Passim's
- 1976 Lochaber No More
- 1976 The Piper's Broken Finger
- 1977 Good Friends-Good Music
- 1978 Wish You Were Here